# Halacritus salinus
Halacritus salinus är en skalbaggsart som först beskrevs av J. L. Leconte 1878.  Halacritus salinus ingår i släktet Halacritus och familjen stumpbaggar. Inga underarter finns listade i Catalogue of Life.